# 印度学生联合会
印度学生联合会（英語：Students' Federation of India，缩写为SFI）是印度共产党（马克思主义）的学生翼。该组织成立于1970年。该组织以马克思列宁主义为指导思想。该组织的主席是V. P. Sanu，总书记是Mayukh Biswas。该组织是世界民主青年联盟的成员。该组织的口号是“独立、民主、社会主义”。2014年－2015年，该组织有430万成员。

## 外部連結
- 官方网站